# Gmina Czyże
Die Gmina Czyże (belarussisch гміна Чыжы, hmina Czyžy) ist eine Landgemeinde im Powiat Hajnowski der Woiwodschaft Podlachien in Polen. Ihr Sitz ist das gleichnamige Dorf (litauisch Čižai) mit etwa 600 Einwohnern.
Die Gemeinde gehört seit 2010 zu den offiziell zweisprachigen Gemeinden und wird überwiegend von Polen belarussischer Ethnizität bewohnt. Der namensgebende Ort liegt 20 km östlich von Bielsk Podlaski und 12 km westlich von Hajnówka.

## Gliederung
Zur Landgemeinde Czyże gehören 18 Schulzenämter:
Czyże
Hukowicze
Kamień
Klejniki I
Klejniki II
Kojły
Kuraszewo
Lady
Leniewo
Łuszcze
Morze
Osówka
Podrzeczany
Rakowicze
Sapowo
Szostakowo
Wólka
Zbucz
Weitere Ortschaften der Gemeinde sind Bujakowszczyzna, Hrabniak, Leszczyny, Maksymowszczyzna, Podwieżanka und Wieżanka.